# 維什瓦拉鄉 (博托沙尼縣)
48°10′N 26°44′E / 48.167°N 26.733°E
維什瓦拉鄉（羅馬尼亞語：Comuna Viișoara, Botoșani），是羅馬尼亞的鄉份，位於該國東北部，由博托沙尼縣負責管轄，面積48平方公里，海拔高度151米，2007年人口2,222，人口密度每平方公里47人。